# 烏雷尼亞 (塔奇拉州)

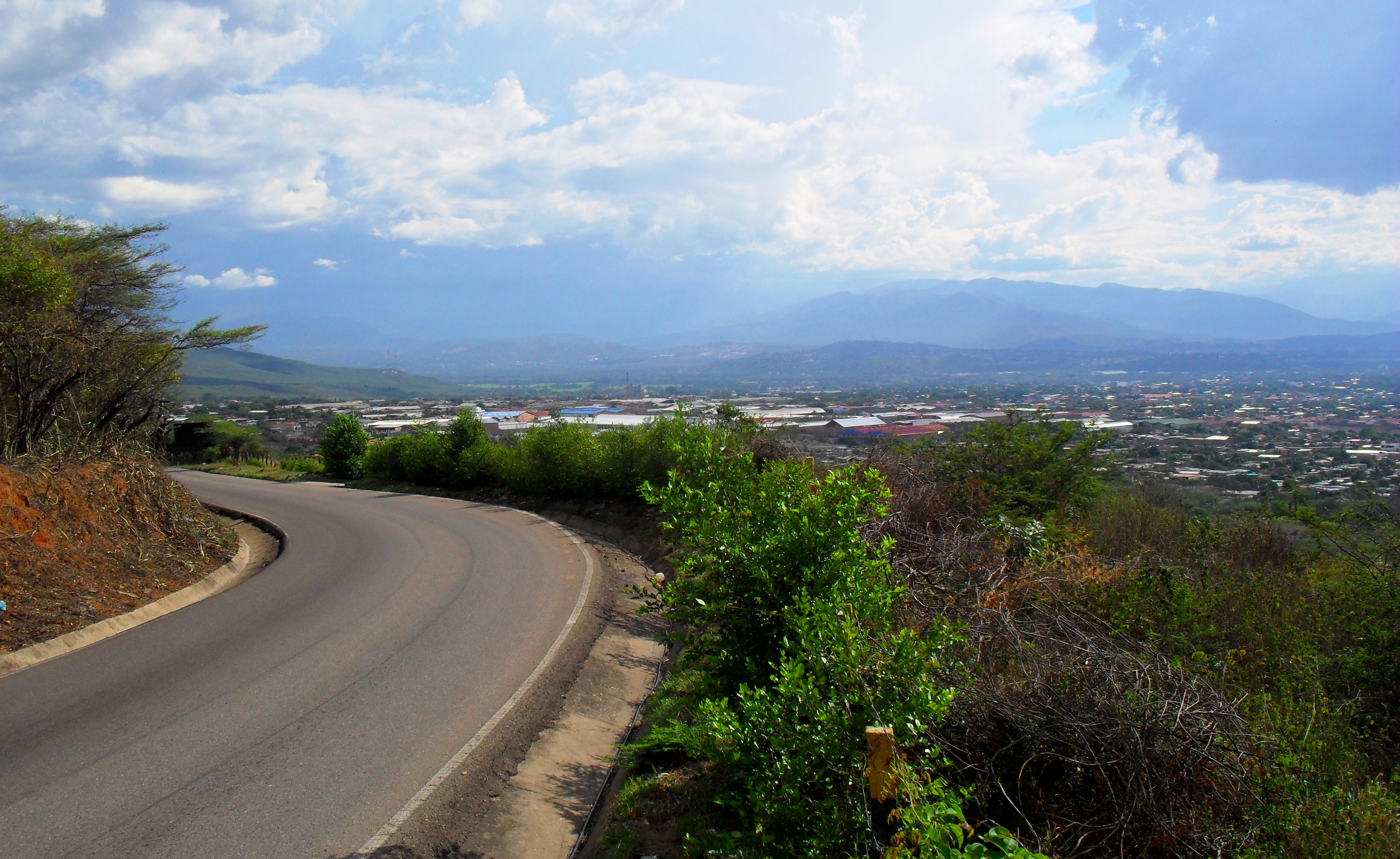

烏雷尼亞（西班牙語：Ureña），是委內瑞拉的城鎮，位於該國西南部塔奇拉州，是烏雷尼亞市的首府，始建於1851年12月4日，面積114平方公里，海拔高度310米，每年平均降雨量769毫米。